# Kryterium Szaniawskiego
Kryterium Szaniawskiego (kryterium ostrożnościowe) – kryterium podejmowania decyzji w warunkach niepewności stworzone przez polskiego filozofa Klemensa Szaniawskiego. Zgodnie z nim decydent podczas podejmowania decyzji powinien ustalić swój indywidualny wskaźnik ostrożności θ z przedziału <0;1>, a następnie zmaksymalizować sumę ważoną dwóch składników: najmniejszej użyteczności związanej z działaniem i średniej użyteczności. Oznacza to, że na przykład dla trzech stanów natury dla określonego działania, wybierany jest stan z najmniejszą użytecznością oraz obliczana średnia użyteczność spośród tych trzech, a następnie wyliczana średnia ważona (korzystając ze wskaźnika ostrożności) dla tych dwóch danych. Otrzymany wynik jest to użyteczność dla danego działania.
Dane kryterium można opisać za pomocą formuły:
{\displaystyle \max _{i}[\theta \times \min _{j}(u_{ij})+(1-\theta )\times {\frac {1}{n}}\times \textstyle \sum _{j}u_{ij}],}
gdzie n jest liczbą stanów natury dla danego działania, a uij jest użytecznością dla stanu natury j przy działaniu i.

## Przykładowe wybory
Przykładowe wybory między trzema działaniami w warunkach niepewności:
|           |    | Stan natury | Stan natury | Stan natury |
| s1        | s2 | s3          |             |             |
| --------- | -- | ----------- | ----------- | ----------- |
| Działanie | d1 | 100         | 100         | 100         |
| Działanie | d2 | 0           | 200         | 300         |
| Działanie | d3 | -200        | 300         | 700         |

Średnia wartość {\displaystyle \left({\frac {1}{n}}\times \textstyle \sum _{j}u_{ij}\right)} dla d1 wynosi 100, dla d2 wynosi 166,67; a dla d3 266,67.
Dla osoby, której współczynnik θ wynosi 0,5, użyteczność poszczególnych działań wyniosłaby:
- d1: (0,5 × 100 + 0,5 × 100) = 100
- d2: (0,5 × 0 + 0,5 × 166,67) = 83,33
- d3: (0,5 × (-200) + 0,5 × 266,67) = 33,33

Największą użyteczność na działanie d1, zatem to działanie powinien wybrać decydent.
Natomiast dla osoby mniej ostrożnej, której współczynnik θ wynosi 0,25, użyteczność poszczególnych działań osiągnęłaby:
- d1: (0,25 × 100 + 0,75 × 100) = 100
- d2: (0,25 × 0 + 0,75 × 166,67) ≈ 125
- d3: (0,25 × (−200) + 0,75 × 266,67) ≈ 150

Decydent powinien więc wybrać działanie d3.